# Crystal Ball (Keane)
Crystal Ball è un singolo del gruppo musicale britannico Keane, pubblicato il 21 agosto 2006 come terzo estratto dal secondo album in studio Under the Iron Sea.

## Video musicale
Il video, diretto da Giuseppe Capotondi, ha come protagonista l'attore statunitense Giovanni Ribisi.

## Tracce
Testi e musiche di Tim Rice-Oxley, Tom Chaplin e Richard Hughes.
CD promozionale (Europa)
1. Crystal Ball – 3:55

CD singolo (Europa), 7" (Regno Unito)
1. Crystal Ball – 3:55
2. Maybe I Can Change – 3:56

CD singolo (Regno Unito), CD maxi-singolo (Europa), download digitale
1. Crystal Ball – 3:55
2. Maybe I Can Change – 3:56
3. The Iron Sea: Magic Shop Version – 4:30

Download digitale – Acoustic
1. Crystal Ball (Acoustic Version) – 3:55

Download digitale – remix
1. Crystal Ball (Tall Paul Remix) – 7:48

## Classifiche
| Classifica (2006) | Posizione massima |
| ----------------- | ----------------- |
| Belgio (Fiandre)  | 38                |
| Francia           | 60                |
| Germania          | 64                |
| Paesi Bassi       | 36                |
| Regno Unito       | 20                |